# Leonard Courtney, 1:e baron Courtney av Penwith
Leonard Henry Courtney, 1:e baron Courtney av Penwith, född den 5 juli 1832 i Penzance, Cornwall, död den 11 maj 1918 i London, var en engelsk skriftställare och politiker.
Courtney studerade i Cambridge och var där en tid privatlärare, blev 1858 praktiserande advokat och innehade 1872–1875 en professur i politisk ekonomi vid Londons universitet. År 1876 invaldes han i underhuset för en valkrets i Cornwall, som han representerade till 1900, då han föll igenom till följd av sitt boervänliga uppträdande under den sydafrikanska konflikten. Åren 1886–1892 var han underhusets vice talman ("chairman of committees"). 
Från början tillhörde Courtney det liberala partiet; han innehade efter vartannat flera underordnade platser i Gladstones andra ministär (understatssekreterare för inrikes ärenden 1880–1881, för kolonierna 1881–1882 – vid uppgörelsen efter Majuba – och finanssekreterare vid skattkammaren 1882–1884), men utträdde ur denna, då Gladstone i sitt förslag till rösträttsreform 1884 inte upptog proportionella val, vilkas ivrigaste förfäktare i England Courtney var under hela sin politiska bana. 
Home rulefrågan förmådde honom att 1886 sluta sig till liberalunionisterna, men under 1900-talets början närmade han sig så småningom alltmer sina gamla partivänner, och 1906 sökte han som liberal kandidat förgäves att vinna ett nytt underhusmandat. Samma år blev han peer med titeln baron Courtney av Penwith. Curtney var en av Englands produktivaste författare av politiska essayer och en flitig medarbetare i "Times" och de stora revyerna. Han utgav bland annat The working constitution of the united kingdom and its outgrowths (1901).